# Tony Dize

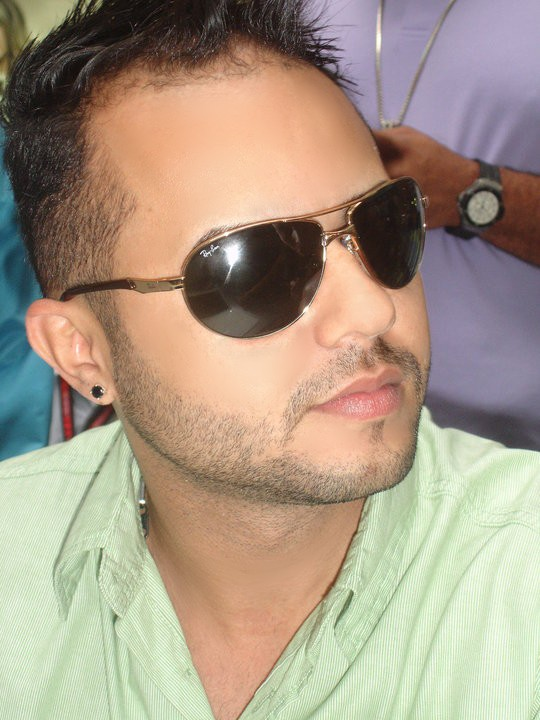
Tony Dize (2010)

Antonio "Tony" Feliciano Rivera Cabrera (* 31. Mai 1982 in Boston), besser bekannt unter seinem Künstlernamen Tony Dize, ist ein Reggaeton-Musiker mit Wurzeln in Puerto Rico.

## Leben
Aufgewachsen ist er in Coamo auf Puerto Rico. Rivera sang früher hauptsächlich in der Kirche, bis er Llandel Veguilla Malavé Salazar, Mitglied des Reggaeton-Duos Wisin y Yandel, kennenlernte.
Im Jahr 2003 erhielt er mit der Single No pierdas tiempo einen Gastpart auf dem Album Blin Blin Vol. 1. Es folgten eine weitere Performance mit Wisin y Yandel, auf deren Album Pa'l mundo (Sensación) und schließlich sein Durchbruch im Jahr 2006 mit dem Lied Quizás aus dem Album Los Vaqueros. Das Album beinhaltet Auftritte aller Künstler, des von Wisin und Yandel gegründeten Labels WY Records, auch Tony Dize stand dort unter Vertrag.
Nachdem Tony Dize im Dezember 2008 sein bisheriges Label WY Records verlassen hatte, stand er beim Label Machete Music, das der Universal Music Group angehört, unter Vertrag. 2009 kam es zudem zu einem Wechsel zwischen Pina Records und WY Records, somit unterzeichnete der Reggaeton Künstler Yaviah bei WY Records, Rivera hingehen bei dessen ehemaligem Label Pina Records. 2008 veröffentlichte er sein erstes Soloalbum unter dem Titel La Melodía De La Calle.

## Diskografie

### Alben
| Jahr | Titel                              | Höchstplatzierung, Gesamtwochen, AuszeichnungChartsChartplatzierungen (Jahr, Titel, Platzierungen, Wochen, Auszeichnungen, Anmerkungen) | Anmerkungen                          |
| Jahr | Titel                              | Latin | Anmerkungen                          |
| ---- | ---------------------------------- | --- | ------------------------------------ |
| 2008 | La Melodia De La Calle             | Latin8 (19 Wo.)Latin | Erstveröffentlichung: 22. April 2008 |
| 2009 | La Melodía De La Calle: Updated    | Latin3 (27 Wo.)Latin |                                      |
| 2015 | La Melodia de La Calle, 3rd Season | Latin1 (14 Wo.)Latin | Erstveröffentlichung: 7. April 2015  |

### Singles
| Jahr | Titel Album                                          | Höchstplatzierung, Gesamtwochen, AuszeichnungChartplatzierungen (Jahr, Titel, Album, Platzierungen, Wochen, Auszeichnungen, Anmerkungen) | Höchstplatzierung, Gesamtwochen, AuszeichnungChartplatzierungen (Jahr, Titel, Album, Platzierungen, Wochen, Auszeichnungen, Anmerkungen) | Anmerkungen            |
| Jahr | Titel Album                                          | US | Latin | Anmerkungen            |
| ---- | ---------------------------------------------------- | --- | --- | ---------------------- |
| 2006 | Quizás –                                             | — | Latin33 (8 Wo.)Latin |                        |
| 2008 | Permítame La Melodía De La Calle                     | — | Latin18 (20 Wo.)Latin | feat. Yandel           |
| 2009 | El Doctorado La Melodía De La Calle: Updated         | — | Latin8 (20 Wo.)Latin |                        |
| 2010 | Mi Amor Es Pobre La Melodía De La Calle: Updated     | — | Latin24 (16 Wo.)Latin | feat. Key-Y & Arcángel |
| 2013 | Prometo Olvidarte La Melodia de La Calle, 3rd Season | — | Latin13 (30 Wo.)Latin |                        |
| 2015 | Ruleta Rusa La Melodia de La Calle, 3rd Season       | — | Latin31 (12 Wo.)Latin |                        |
| 2015 | Duele El Amor La Melodia de La Calle, 3rd Season     | — | Latin18 (20 Wo.)Latin |                        |

Weitere Singles
- 2003: No Pierdas Tiempo (feat. Wisin & Yandel)
- 2004: Castigala
- 2004: Todo Empezo
- 2004: Solo Mirame
- 2005: Sóbale El Pelo
- 2005: Sensación (feat. Wisin & Yandel)
- 2006: Te Noto Tensa (feat. Wisin)
- 2006: Mayor Que Yo Parte 2 (Remix) (feat. Wisin & Yandel, Franco „El Gorila“)
- 2006: Envuélvete
- 2006: La Noche Esta Pa’ Jangueo (feat. Franco „El Gorila“)
- 2006: Dale Más
- 2006: Échale Leña Al Fuego (feat. Yandel)
- 2007: Bien Sudao
- 2007: Quizás (Remix) (feat. Ken-Y)
- 2007: Imagínate (feat. Wisin & Yandel) (Los Extraterrestres)
- 2008: Entre Los Dos
- 2008: Vamos A Hacerlo (feat. Jayko)
- 2008: No Te Vayas (La Mente Maestra)
- 2009: Ella es agresiva (feat. Franco „El Gorila“)
- 2009: Mi Mayor Atracción

### Gastbeiträge
| Jahr | Titel Album                   | Höchstplatzierung, Gesamtwochen, AuszeichnungChartplatzierungen (Jahr, Titel, Album, Platzierungen, Wochen, Auszeichnungen, Anmerkungen) | Höchstplatzierung, Gesamtwochen, AuszeichnungChartplatzierungen (Jahr, Titel, Album, Platzierungen, Wochen, Auszeichnungen, Anmerkungen) | Anmerkungen                   |
| Jahr | Titel Album                   | US | Latin | Anmerkungen                   |
| --- | ----------------------------- | --- | --- | ----------------------------- |
| 2011 | Hoy Lo Siento –               | — | Latin49 (1 Wo.)Latin | Zion y Lennox feat. Tony Dize |
| Folgende Lieder erschienen nicht als Single, wurden aber durch das Album zum Download und Streaming bereitgestellt und konnten somit eine Platzierung erlangen: |                               | | |                               |
| |                               | | |                               |
| 2022 | La corriente Un verano sin ti | US32 (14 Wo.)US | Latin12 (26 Wo.)Latin | Bad Bunny feat. Tony Dize     |

## Auszeichnungen für Musikverkäufe
| Goldene Schallplatte - Spanien - 2024: für die Single Permítame - 2024: für das Lied Solos - 2024: für die Single El Doctorado - 2024: für die Single Quizás | 2× Platin-Schallplatte - Spanien - 2024: für das Lied La corriente |

| Land/RegionAuszeichnungen für Musikverkäufe (Land/Region, Auszeichnungen, Verkäufe, Quellen) | Gold     | Platin     | Verkäufe | Quellen             |
| -------------------------------------------------------------------------------------------- | -------- | ---------- | -------- | ------------------- |
| Spanien (Promusicae)                                                                         | 4× Gold4 | 2× Platin2 | 240.000  | elportaldemusica.es |
| Insgesamt                                                                                    | 4× Gold4 | 2× Platin2 |          |                     |